# Contea di Douglas (Washington)
La contea di Douglas (in inglese Douglas County) è una contea dello Stato di Washington, negli Stati Uniti. La popolazione al censimento del 2000 era di 32 603 abitanti. Il capoluogo di contea è Waterville.

## Geografia
La contea si trova nel centro-nord dello Stato. Il fiume principale è il Columbia, che circonda quasi tutta la contea.

### Contee confinanti
- Contea di Okanogan - nord
- Contea di Grant - sud-est
- Contea di Kittitas - sud
- Contea di Chelan - ovest

## Storia
La contea fu creata nel 1883 e fu chiamata così in onore del senatore  Steven Douglas.

## Comuni

### Cities
- Bridgeport
- East Wenatchee
- Rock Island

### Towns
- Coulee Dam
- Mansfield
- Waterville (capoluogo)